# Широкий атмосферный ливень
Широкий атмосферный ливень (ШАЛ) — «ливень» вторичных субатомных частиц (преимущественно электронов), образующийся в результате множественных каскадных реакций космических лучей в земной атмосфере.
Родоначальником ливня является попавшая в атмосферу из космоса первичная частица, вступающая в реакции с ядрами атомов газов, составляющих воздух.
Изучение широких атмосферных ливней даёт возможность исследовать параметры частиц, которые невозможно наблюдать непосредственно с Земли, так как их энергия слишком высока для прохождения земной атмосферы, например гамма-частиц высоких и сверхвысоких энергий.
Широкие атмосферные ливни — обычное явление. Они незаметны для человека и регистрируются с помощью специальных детекторов частиц.
Ширина ливня у поверхности земли может достигать сотен и тысяч метров, площадь — десятков квадратных километров. Для получения характеристик первичной частицы (в первую очередь её энергии), которые можно рассчитать по характеристикам вторичных частиц, необходимо разместить детекторы на как можно большей площади.